# アキバギルド

アキバギルドの外観

アキバギルドは、ハンターサイト株式会社が運営するアミューズメントカジノ。ブラックジャックやルーレット、バカラ、クラップス、ポーカーなどのカジノゲームをプレイできる。
女性スタッフはメイド服をはじめとしたコスプレでディーラーを行うのが特徴。

## 沿革
メイド喫茶とカジノを組み合わせたお店として、2007年に秋葉原にオープン。ゲームセンターと同じ風俗第五号営業の許可で営業している。2007年8月10日オープン当初は、東京都千代田区外神田3-8-17 渡辺ビル B1Fで、ブラックジャックやドボンなどが楽しめた。
2ヶ月後の2007年9月末には、店内が狭かったため、東京都千代田区外神田3-15-7 第二丸信ビル 8階に移転。2008年に7階のフロアを追加してポーカーテーブル4台を設置した。
2009年には、オンラインポーカーサイトのPokerStars.netとスポンサー提携し、中国マカオのCity of Dreamsや、韓国ソウルのParadise Casino Walkerhillで行われるポーカートーナメントの日本公式予選を行っている。
2011年4月に東京都千代田区外神田1-11-6 小暮ビル4階に移転。カジノエリアとポーカーエリアがワンフロアとなり、大富豪1テーブル、ブラックジャック1テーブル、バカラ1テーブル、ルーレットorクラップス（曜日によって入れ替え制）1テーブル、ポーカー7台を設置している。
2016年にはナゴヤギルドと池袋ギルドがオープンした。
2018年に渋谷ギルドと金沢ギルドがオープンした。
2019年に新潟ギルドがオープン

## 店舗
- 東京都千代田区外神田1-11-6 小暮ビル4階

### 旧店舗
- 東京都千代田区外神田3-8-17 渡辺ビル 地下1階
- 東京都千代田区外神田3-15-7 第二丸信ビル 7階/8階